# Celastrus hirsutus
Celastrus hirsutus är en benvedsväxtart som beskrevs av Harold Frederick Comber. Celastrus hirsutus ingår i släktet Celastrus och familjen Celastraceae. Inga underarter finns listade.